# أشلي نيكولز
أشلي نيكولز (بالإنجليزية: Ashley Nicholls)‏ هو لاعب كرة قدم بريطاني في مركز الوسط، ولد في 30 أكتوبر 1981 في إبسوتش في المملكة المتحدة. لعب مع إيبسويتش تاون ودارلينجتون إف سى وروشدين ودايموندز وكامبريدج يونايتد ونادي بروملي ونادي بوسطن يونايتد ونيوبورت كونتي.

## وصلات خارجية
- أشلي نيكولز على موقع قاعدة بيانات كرة القدم.إي يو (الإنجليزية)
- أشلي نيكولز على موقع Soccerbase.com (لاعب) (الإنجليزية)